# Zhang Qianfan

Zhang Qianfan

Zhang Qianfan, chinesisch 张千帆 (* Januar 1964 in Nanjing) ist ein chinesischer Jurist und Professor für Verfassungsrecht an der juristischen Fakultät der Universität Peking. Seit 2004 ist er zusätzlich Vizepräsident der konstitutionellen Gesellschaft in China und seit 2009 Vizepräsident der Beijing Constitutional Society.
Zhang Qianfan ist in China einer der wichtigsten Vertreter des Konstitutionalismus, der für politische und juristische Reformen eintritt. Er ist Autor oder Herausgeber von über 30 Büchern, mehr als 160 Artikeln und 350 Kommentaren in den Bereichen Verfassungsrecht und politische Philosophie. Sein Buch Einführung in die Konstitution 宪法学导论 (1. Ausgabe 2004) ist ein Standardwerk an den Juristischen Fakultäten in China. Seine in den USA und in England veröffentlichten Werke Human Dignity in Classical Chinese Philosophy (2016) und The Constitution of China: A Contextual Analysis (2012) geben erstmals einen Überblick über Chinas Verfassungsgeschichte bis zur Gegenwart und die dahinterstehenden soziokulturellen Bedingungen.
Zhang schenkt vor allem den dringlichen Fällen der einfachen Bürger seine Aufmerksamkeit. Er leistet moralische und juristische Unterstützung für die vom Staat benachteiligten sozialen Randgruppen in China. Viele seiner kritischen Untersuchungen über die Bildungsgleichheit, das Bauernrecht, die Nationale Souveränität und lokale Autonomie, das ländliche System erzielten eine positive Wirkung in der Gesellschaft. Er ist ein Aktivist, der sich für den Konstitutionalismus in China einsetzt und allgemeine politische und rechtliche Reformen fordert.

## Leben und Wirken
Zhang wurde in Nanjing geboren und wuchs in Shanghai auf. Er ist Alumnus der Nanjing-Universität, wo er Solid State Physik studierte. Er erhielt ein KASBY-Stipendium an der Carnegie Mellon University in Pittsburgh, Pennsylvania, wo er 1989 seinen Doktortitel in Biophysik erhielt. Nach zwei Jahren als Postdoktorand besuchte er die University of Maryland aus humanistischem Interesse, um Jura zu studieren, brach aber nach dem ersten Jahr ab, weil er sich den Unterricht nicht leisten konnte. Im Jahr 1995 erhielt er ein Stipendium für die University of Texas in Austin und erhielt 1999 seinen zweiten Doktortitel in Regierungstheorie.
Zhang verließ die Vereinigten Staaten, kehrte in sein Heimatland China zurück und lehrte 1999 an der Universität Nanjing Rechtswissenschaften. Später wurde er Professor für Verfassungsrecht an der renommierten Peking-Universität. Er ist außerdem stellvertretender Direktor des Verwaltungs- und Verfassungsrechtszentrums der Universität Peking und Direktor des Kongress- und Parlamentszentrums der Law School. Seit 2013 ist er auch Stellvertretender Vorsitzender der China Education Improvement Association.
Die zunehmend restriktive Politik unter Xi Jinping wirkt sich auf die Arbeit von Zhang Qianfan besonders einschneidend aus. Im Januar 2019 wurde sein beliebtes Lehrbuch "Introduction to Constitutional Studies" (憲法學導論) aus den Regalen genommen und auch auf Amazon entfernt; Links zu digitalen Versionen wurden gesperrt.

## Forschungsschwerpunkt
- Vergleichendes Verfassungsrecht
- Verwaltungsrecht
- Justizsystem
- politische, moralische und rechtliche Gedanken in China und im Westen

## Forschungsaufenthalte im Ausland
- 2002 Scholar am Center for Ethics and Public Affairs, University of St. Andrews (British Council)
- 2003 Scholar am School of Law, Columbia University
- 2005, 2006 Gastprofessor an der Law School der National University of Singapore
- 2007 Gastprofessor der Academia Sinica, Taiwan
- 2010–2011 Scholar am Sino-Canada Austauschprogramm, Universität von Victoria, Kanada
- 2011–2016 Adjunct Professor an der Universität von Victoria, Kanada
- 2013–2014 Gastprofessor an der Hokkaido Universität, Japan
- 2014 Scholar am China Law Center, Yale-Universität
- 2017–2018 Fellow am Wissenschaftskolleg zu Berlin

## Professuren und akademische Tätigkeiten in China
- 2003– Professur an der Juristischen Fakultät der Peking-Universität
- 2004– Zweite Professur an der Fakultät Regierungsverwaltung der Peking-Universität
- 2007– Jura Fachprofessor an der Universität für Luft- und Raumfahrt Peking
- 2008– Adjunct Professor an der juristischen Fakultät der Central South University, Changsha
- 2009– Außerordentlicher Professor der Fakultät für Recht und Politik, Shihezi Universität, Xinjiang
- 2009– Lehrprofessor an der Nanjing Normal University, China
- 2012– Gastprofessor der Fakultät für Politik und Recht, Kommunikationsuniversität von China

## Hauptwerke (Auswahl)
- 宪政中国---迷途与前路: The Future of Constitutional China. New York, Bouden House, 18. Juli 2020. ISBN 978-1-71521-912-3.
- Human dignity in classical chinese philosophy: Confucianism, Mohism, and Daoism. New York: Palgrave Macmillan, 2016. ISBN 978-1-349-70920-5.
- Elementarkenntnisse des Konstitutionalismus (宪政常识 Xianzheng changshi). Hongkong: Xianggang chengshi daxue chubanshe, 2016. ISBN 978-962-937-293-4.
- Kommentar des Verfassungsrechts (Hrsg.): Volume 1, 2, 3. Peking: Zhongguo minzhu fazhi chubanshe, 2015, 2016, 2018. ISBN 978-7-5162-0702-4, 9787516214053, 9787516217603.
- Manifesto of constitutional China (宪政中国的命运 Xianzheng zhongguo de mingyun). Hongkong: Shijie huawen chuban jigou, 2013. ISBN 978-988-97324-5-5.
- The Constitution of China: A Contextual Analysis. Oxford [u. a.]: Hart Publishing, 2012. ISBN 978-1-84113-740-7.
- Landrechteschutz der Bauern im Prozess der Urbanisierung (Erst. Autor) (城市化进程中的农民土地权利保障 Chengshihua jinchengzhong de nongmin tudi quanli baozhang). Peking: Zhongguo minzhu fazhi chubanshe, 2012. ISBN 978-7-5162-0182-4.
- Anleitung der Verfassungs- und Menschenrechte (Hrsg.) (宪政与人权指南, Xianzheng yu renquan zhinan). Peking: Renmin daxue chubanshe, 2012. ISBN 978-7-300-16576-9.
- Zentralrecht und lokales Recht – Eine weitere Perspektive auf die Legalisierung der zentralen und lokalen Beziehungen (权利平等与地方差异–中央与地方关系法治化的另一种视角 Quanlipingdeng yu difangchayi – Zhongyang yu difang guanxi fazhihua de lingzizhong shijiao). Peking: Zhongguo minzhu fazhi chubanshe, 2011. ISBN 978-7-80219-875-3.
- Gleichberechtigter Zugang zur Universität und Gleichberechtigung in der Verfassung – Probleme in China und internationaler Vergleich (Hrsg.) (大学招生与宪法平等–中国问题与世界经验 Daxue zhaosheng yu xianfa pingdeng). Nanjing: Yilin chubanshe, 2011. ISBN 978-7-5447-1538-6.
- Französischer und deutscher Konstitutionalismus (法国与德国宪政 Faguo yu deguo xianzheng). Peking: Falü chubanshe, 2011. ISBN 978-7-5118-2623-7.
- Die Spur der Verfassung im Leben (宪在–生活中的宪法踪迹 Shenghuozhong de xianfa zongji). Peking: Zhongguo minzhu fazhi chubanshe, 1. Ausgabe im 2011, 2. im 2014. ISBN 978-7-80219-937-8.
- Die Grundsätze des Verfassungsrechts (宪政原理, Xianzheng yuanli). Peking: Falü chubanshe, 2011. ISBN 978-7-5118-2355-7, 7-5118-2355-6.
- Institutionelle Sicherheitsvorkehrungen für neuen Landbau (Hrsg.) (新农村建设的制度保障 Xinnongcun jianshe de zhidu baozhang), Law Press, 2007. ISBN 7-5036-7915-8.
- Einführung in die Konstitution (宪法学导论 Xianfaxue daolun). Peking: Falü chubanshe, 1. Ausgabe im 2004, 2. im 2008 und 3. im 2014. ISBN 978-7-5118-6214-3.
- Gesetzliche Regelung der Marktwirtschaft (市场经济的法律调控 Shichangjingji de falü tiaokong). Peking: Zhongguo fazhi chubanshe, 1998. ISBN 7-80083-416-6.

## Aufsätze und Interviews (Auswahl)
- "Rassengleichheit – Erbsünde, Erlösung und Schwächen im amerikanischen Konstitutionalismus" (种族平等——美国宪政的原罪、救赎与短板). 19. Juni 2020.[2]
- „Die dritte – föderale – Republik China wird irgendwann kommen“. Interview von Maximilian Steinbeis. Wissenschaftskolleg zu Berlin (2018).
- „Guarding against holistic mothodology: a critique of theories on constituent power and general will“. In: Peking University law journals (2018: 3). S. 347–363.
- „Establishing Judicial Review in China: Impediments and Prospects“. In: Singh, Mahendra Pal (Hrsg.) (2017): The Indian Yearbook of Comparative Law 2016. Oxford University Press.
- „Judicial Reform in China: An Overview“. In: Garrick, John und Yan Chang Bennett (Hrsg.) (2016): China’s Socialist Rule of Law Reform under Xi Jinping. New York: Routledge. S. 17–29.
- „Legalising Central-local Relations in China“. In: Harding, Andrew und Mark Sidel (Hrsg.) (2015): Central Local Relations in Asian Constitutional Systems. Oxford: Hart.
- „How land grabs are made ‘constitutional’“. In: Carter, Connie and Andrew Harding (Hrsg.) (2015): Land Grabs in Asia: What Role for the Law? New York: Routledge. S. 35–47.
- „Democracy with the Chinese Characters? The Role of the People’s Congresses in China“. In: Spitzkatz, Marc (Hrsg.) (2013): Rule of Law: Perspectives from Asia. Singapore: Konrad-Adenauer-Stiftung. S. 121–142.
- „From administrative rule of law to constitutionalism? The changing perspectives of the Chinese public law“. In: Chen, Albert H. Y. und Tom Ginsburg (Hrsg.) (2013): Public Law in East Asia. Farnham: Ashgate. S. 95–123.
- „Religious Freedom and Its Legal Restrictions in China“ (First author). In: 6 BYU Law Review (2011). S. 783–818.
- „A Constitution without Constitutionalism? The Paths of Constitutional Developments in China.“ In: International Journal of Constitutional Law 8. 4 (2010). S. 950–976.
- „Humanity or Benevolence? The Interpretation of Confucian Ren and Its Modern Implications“. In: Yu, Kam por und Julia Tao, Philip J. Ivanhoe (Hrsg.) (2010): Taking Confucian Ethics Seriously: Contemporary Theories and Applications. Albany, NY: SUNY Press. S. 53–72.
- „Of Comparative Constitutional Monocropping: A Rejoinder to Michael Dowdle“. In: 8 International Journal of Constitutional Law (2010). S. 985–987.
- „Chinese Legal Reforms in the Aftermath of the Sun Zhigang Incident“. In: 4 Asia Law Review (2007). S. 1–39.
- „Human Dignity in Classical Chinese Philosophy: Reinterpreting Mohism“. In: Journal of Chinese Philosophy (2007: 2). S. 239–256.
- „From Administrative Rule of Law to Constitutionalism: The Changing Perspectives of Chinese Public Law“. In: 3 Asia Law Review (2006) S. 47–75. Auch In: Sung, Nak-in (Hrsg.) (2005): Constitutionalism and Constitutional Adjudication in Asia. College of Law, Seoul National University and Korean Legislation Research Institute. S. 3–32.
- „The Idea of Human Dignity: A Reconstruction of Confucianism“. In: Journal of Chinese Philosophy (2000: 3). S. 299–330.
- „Evolution without Democracy: Toward a Uniform Framework of Analyzing the Success and Failure of Chinese Communism“. In: Journal of Chinese Political Science 6(2) (2001). S. 1–42.

## Gesellschaftliche Aktivitäten
- Ende 2011 hat Zhang Qianfan an der Peking-Universität eine Deklaration „Die Revolution von 1911 und der chinesische Konstitutionalismus“ (辛亥革命与中国宪政 Xinhai geming yu zhongguo xianzheng) veröffentlicht. In dieser Deklaration hat Zhang Qianfan die schädliche Wirkung der Diktatur für die individuelle Persönlichkeit der Staatsbürger gründlich untersucht und kritisiert. Ein Internetvideo ist ein Jahr später innerhalb und außerhalb Chinas weit verbreitet.[3]

- Am 25. Dezember 2012 veröffentlichte Zhang Qianfan „Gemeinsamen Vorschlag zu Reform“ (改革共识倡议书 Gaige gongshi changyishu),  welche von insgesamt 72 renommierten chinesischen Intellektuellen inklusive He Weifang 贺卫方, Xu Jilin, Qi Lieshazhan und Zhang Yihe 章诒和 unterzeichnet wurde. Danach wurde sein Tencent-Blog gesperrt.

- Am 12. Dezember 2013 veröffentlichte Zhang Qianfan im Namen von den Freiwilligen, die sich für Bildungsgerechtigkeit engagierten, die „Gemeinsame Erklärung der Freiwilligen für Bildungsgerechtigkeit“ (教育公平志愿者联合声明 Jiaoyu gongping zhiyuanzhe lianhe shengming) zur Unterstützung von Xu Zhiyong 许志永, der verhaftet wurde, weil er sich für Bildungsgerechtigkeit und die Neue Bürgerbewegung einsetzte.